# Potato control law
La 'Potato Control Law (loi sur le contrôle des pommes de terre) de 1929 est une loi américaine fondée sur une politique économique adoptée au début de la Grande Dépression par la Federal Emergency Relief Administration du président Herbert Hoover. Cette politique a été actée sous forme d'une loi en 1935, ses promoteurs législatifs étant des représentants de la Caroline du Nord.
La loi a été mise en œuvre dans le cadre de l’Agricultural Adjustment Administration (AAA) pour protéger environ 30 000 agriculteurs qui tiraient leurs revenus principalement de la pomme de terre, et qui craignaient que le marché de la pomme de terre soit envahi par d'autres agriculteurs dont la terre était rendue libre par d'autres mesures de l'AAA.

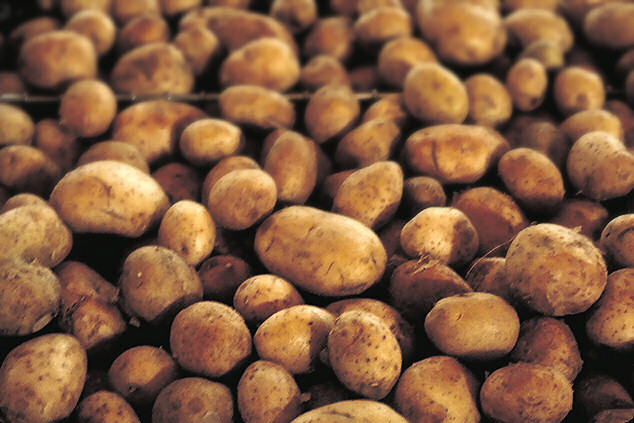
Pommes de terre.

La loi restreignait l'exportation de pommes de terre et ordonnait qu'elles soient au contraire employées pour fournir des secours directs aux personnes nécessiteuses. En raison de l'implication directe du gouvernement fédéral dans l'économie des producteurs américains de pommes de terre, cette loi a été très controversée et largement considérée comme l'un des actes les plus radicaux de la législation adoptée au cours du New Deal. La Cour suprême des États-Unis l'a déclarée inconstitutionnelle en 1936.
Cette législation sur les pommes de terre interdisait aux particuliers comme aux entreprises d'acheter ou de proposer à la vente des pommes de terre non emballées dans des conteneurs fermés, approuvés par le secrétaire à l'Agriculture, et portant des timbres officiels du gouvernement. Les sanctions comprenaient une amende de 1000 dollars à la première infraction, tandis qu'en cas de récidive, les contrevenants risquaient une année de prison et une amende de 1000 dollars supplémentaires. Les agriculteurs et les courtiers ne pouvaient recevoir les cachets officiels indispensables qu'à condition de payer une taxe de 0,45 dollar par boisseau, sauf en cas d'exemption de taxes accordée par le secrétaire à l'Agriculture<.